# مینا انور
مینا انور (انگلیسی: Mina Anwar؛ زادهٔ ۲۰ سپتامبر ۱۹۶۹) یک هنرپیشه اهل بریتانیا است.
از فیلم‌ها یا برنامه‌های تلویزیونی که وی در آن نقش داشته است می‌توان به خط باریک آبی، سرود کریسمس اشاره کرد.